# Lijst van oorlogsmonumenten in Ermelo
De Nederlandse gemeente Ermelo heeft 10 oorlogsmonumenten. Hieronder een overzicht.
| Nr.  | Object                                                           | Herdachte groep                                | Ontwerper              | Onthulling        | Type            | Locatie                      | Plaats | Coördinaten                   | Foto                        |
| ---- | ---------------------------------------------------------------- | ---------------------------------------------- | ---------------------- | ----------------- | --------------- | ---------------------------- | ------ | ----------------------------- | --------------------------- |
| 78   | Monument op 's Heeren Loo-Lozenoord                              | vervolgden Nederland                           |                        | 12 april 1994     | gedenksteen     | Molenkamp 81, 3853 HG        | Ermelo | 52° 18' 59" NB, 5° 35' 30" OL | Meer afbeeldingen           |
| 126  | Monument aan de Sprielderweg (Oorlogsmonument Drie (O.D.K. 4-1)) | burgerslachtoffers                             |                        |                   | zuil            | Sprielderweg, 3852 MK        | Drie   | 52° 9' 56" NB, 5° 24' 16" OL  | Meer afbeeldingen           |
| 630  | Monument voor generaal S.H. Spoor                                | militairen in dienst van het Ned. Kon. na 1945 |                        |                   | beeld/sculptuur | Leuvenumseweg, 3852 AR       | Ermelo | 52° 18' 10" NB, 5° 39' 9" OL  |                             |
| 1977 | Oorlogsmonument                                                  | burgerslachtoffers                             | Nicolaas van der Kreek | 4 mei 1948        | beeld/sculptuur | Horsterweg, 3851 PH          | Ermelo | 52° 18' 9" NB, 5° 37' 21" OL  | Oorlogsmonument             |
| 1979 | Canadezenboom                                                    | algemeen, geallieerde militairen               |                        | 9 mei 1995        | boom            | Horsterweg, 3851 PH          | Ermelo | 52° 18' 9" NB, 5° 37' 21" OL  | Canadezenboom               |
| 1980 | Bevrijdingsboom                                                  | algemeen                                       |                        | 4 mei 1946        | boom            | Dokter van Dalelaan, 3851 JA | Ermelo | 52° 18' 2" NB, 5° 36' 52" OL  | Bevrijdingsboom             |
| 2781 | Monument aan de Julianalaan                                      | burgerslachtoffers                             |                        | 18 april 2005     | gedenksteen     | Julianalaan 74, 3851 RA      | Ermelo | 52° 18' 45" NB, 5° 36' 55" OL | Monument aan de Julianalaan |
| 2782 | Onderduikhol Drie                                                | vervolgden Nederland, verzet Nederland         |                        |                   | gedenksteen     | Sprielderweg                 | Drie   | 52° 16' 21" NB, 5° 41' 13" OL | Meer afbeeldingen           |
| 3377 | TRIS-monument                                                    | militairen in dienst van het Ned. Kon. na 1945 | Lia Krol               | 22 september 2007 | beeld/sculptuur | Leuvenumseweg 88-91, 3852 AV | Ermelo | 52° 18' 9" NB, 5° 39' 19" OL  |                             |
|      | Stolpersteine                                                    | vervolgden Nederland                           | Gunter Demnig          |                   | plaquette       | Zie Stolpersteine in Ermelo  | Ermelo |                               |                             |

Aalten ·
Apeldoorn ·
Arnhem ·
Barneveld ·
Berg en Dal ·
Berkelland ·
Beuningen ·
Bronckhorst ·
Brummen ·
Buren ·
Culemborg ·
Doesburg ·
Doetinchem ·
Druten ·
Duiven ·
Ede ·
Elburg ·
Epe ·
Ermelo ·
Harderwijk ·
Hattem ·
Heerde ·
Heumen ·
Lingewaard ·
Lochem ·
Maasdriel ·
Montferland ·
Neder-Betuwe ·
Nijkerk ·
Nijmegen ·
Nunspeet ·
Oldebroek ·
Oost Gelre ·
Oude IJsselstreek ·
Overbetuwe ·
Putten ·
Renkum ·
Rheden ·
Rozendaal ·
Scherpenzeel ·
Tiel ·
Voorst ·
Wageningen ·
West Betuwe ·
West Maas en Waal ·
Westervoort ·
Wijchen ·
Winterswijk ·
Zaltbommel ·
Zevenaar ·
Zutphen